# Mai Châu
Mai Châu là một huyện miền núi nằm ở phía tây tỉnh Hòa Bình, Việt Nam.

## Địa lý

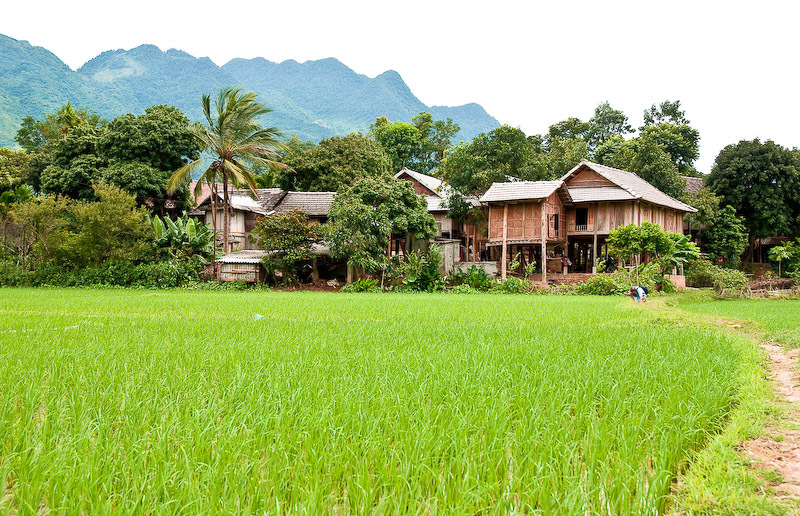
Thôn quê tại Mai Châu

Mai Châu là huyện cực tây của tỉnh Hòa Bình, có vị trí địa lý:
- Phía đông giáp huyện Tân Lạc
- Phía tây giáp huyện Vân Hồ, tỉnh Sơn La
- Phía nam giáp huyện Quan Hóa và huyện Bá Thước thuộc tỉnh Thanh Hóa
- Phía bắc giáp huyện Đà Bắc.

Huyện có diện tích 564,54 km², dân số năm 2009 là 55.663 người.

## Hành chính

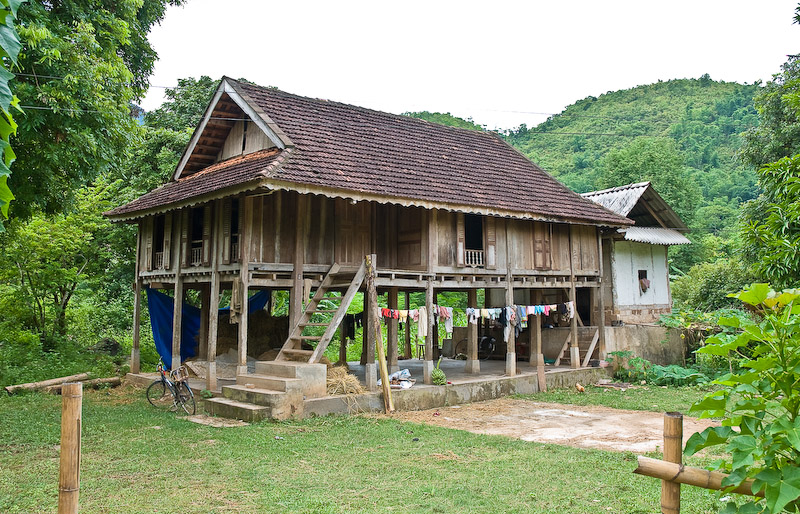
Nhà sàn ở Mai Châu

Huyện Mai Châu có 16 đơn vị hành chính cấp xã trực thuộc, bao gồm thị trấn Mai Châu (huyện lỵ) và 15 xã: Bao La, Chiềng Châu, Cun Pheo, Đồng Tân, Hang Kia, Mai Hạ, Mai Hịch, Nà Phòn, Pà Cò, Sơn Thủy, Tân Thành, Thành Sơn, Tòng Đậu, Vạn Mai, Xăm Khòe.

## Lịch sử
Mai Châu vốn là một trong 5 châu của phủ Chợ Bờ khi thành lập tỉnh Mường, tiền thân của tỉnh Hòa Bình (năm 1886). Đến năm 1892, Mai Châu là một trong 5 châu của Hòa Bình.
Trong Kháng chiến chống Pháp, Mai Châu là phần phía nam sông Đà của huyện Mai Đà, thuộc Liên khu Việt Bắc từ 4 tháng 11 năm 1949 và đến 9 tháng 8 năm 1950 mới nhập trở lại tỉnh Hòa Bình thuộc Liên khu 3.

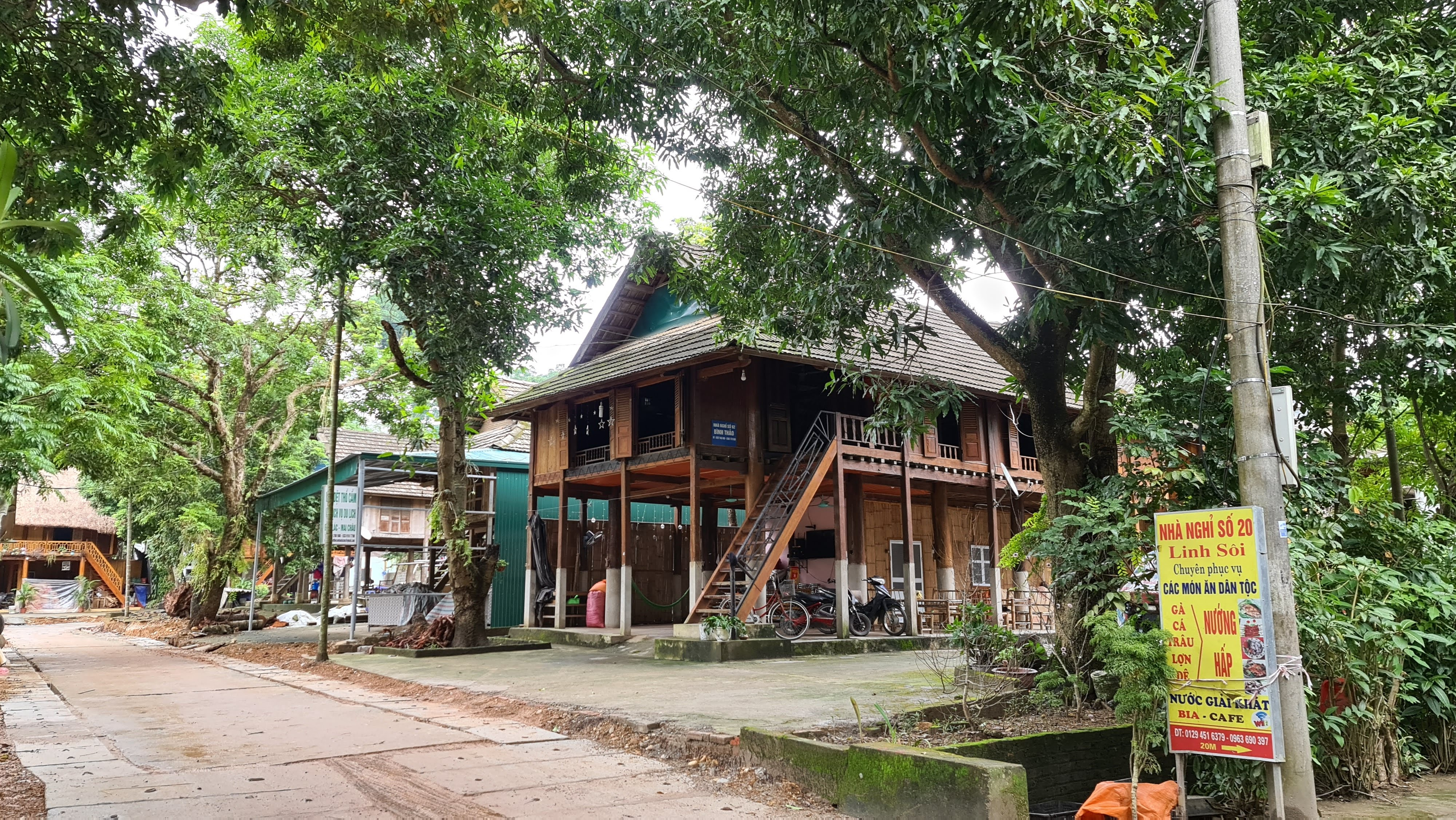
Du lịch cộng đồng tại Mai Châu

Ngày 21 tháng 9 năm 1956, huyện Mai Đà chia làm 2 huyện Đà Bắc và Mai Châu. Khi đó Mai Châu gồm 5 xã: Mai Thượng, Mai Hạ, Tân Mai, Pù Bin, Bao La.
Sau năm 1975, huyện Mai Châu thuộc tỉnh Hà Sơn Bình, bao gồm 21 xã: Ba Khan, Bao La, Chiềng Châu, Chiềng Sại, Cun Pheo, Đồng Bảng, Hang Kia, Mai Hạ, Mai Hịch, Nà Mèo, Nà Phòn, Noong Luông, Pà Cò, Piềng Vế, Phúc Sạn, Pù Bin, Tân Mai, Thung Khe, Tòng Đậu, Vạn Mai và Xăm Khòe.
Ngày 26 tháng 12 năm 1990, thành lập thị trấn Mai Châu, thị trấn huyện lỵ huyện Mai Châu trên cơ sở toàn bộ diện tích và dân số của xã Chiềng Sại.
Ngày 12 tháng 8 năm 1991, huyện Mai Châu thuộc tỉnh Hòa Bình vừa tái lập.
Ngày 27 tháng 3 năm 1999, thành lập xã Tân Sơn trên cơ sở 1.695,6 ha diện tích tự nhiên và 1.090 người của xã Bao La.

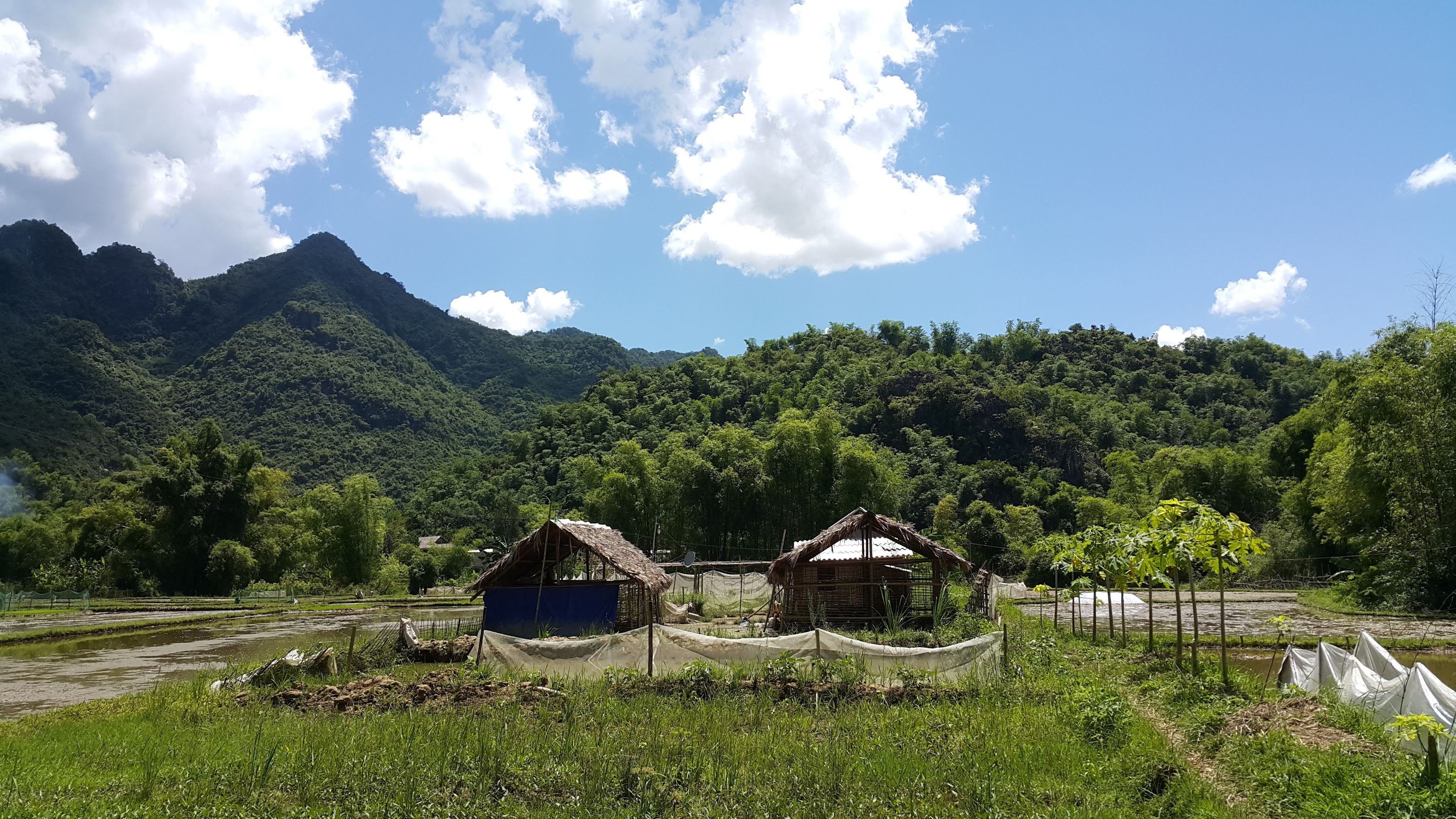
Cánh đồng Bản Lác

Ngày 14 tháng 7 năm 2009, chuyển xã Tân Dân thuộc huyện Đà Bắc về huyện Mai Châu quản lý.
Ngày 17 tháng 12 năm 2019, Ủy ban Thường vụ Quốc hội ban hành Nghị quyết số 830/NQ-UBTVQH14 về việc sắp xếp các đơn vị hành chính cấp huyện, cấp xã thuộc tỉnh Hòa Bình (nghị quyết có hiệu lực từ ngày 1 tháng 1 năm 2020). Theo đó:
- Sáp nhập xã Ba Khan, xã Phúc Sạn và 2 xóm: Suối Lốn, Mó Rút của xã Tân Mai thành xã Sơn Thủy
- Sáp nhập 5 xóm còn lại: Đoi, Nà Bó, Khoang, Nánh, Thầm Nhân của xã Tân Mai và xã Tân Dân thành xã Tân Thành
- Sáp nhập xã Piềng Vế vào xã Bao La
- Sáp nhập xã Nà Mèo vào xã Nà Phòn
- Sáp nhập ba xã: Noong Luông, Pù Bin, Thung Khe thành xã Thành Sơn
- Sáp nhập xã Đồng Bảng và xã Tân Sơn thành xã Đồng Tân.

Huyện Mai Châu có 1 thị trấn và 15 xã trực thuộc như hiện nay.

## Văn hóa - Ẩm thực - Du lịch

### Văn hóa
Nét văn hóa của Mai Châu giao thoa giữa các dân tộc Thái, Mường, Mông. Trong đó văn hóa dân tộc Thái là nổi bật nhất bởi cộng đồng dân tộc Thái sinh sống phần lớn nơi đây. Những nét truyền thống văn hóa Thái được thể hiện rõ rệt ở kiến trúc nhà sàn, phương ngữ. Nền văn hóa Thái cũng được thể hiện rõ ràng trong nghệ thuật như những điệu múa xòe, nhảy sạp. Hay trang phục dân tộc như khăn Piêu, thổ cẩm dân tộc Thái.

### Ẩm thực
Được thiên nhiên ưu ái, ẩm thực Mai Châu có nhiều món ngon và độc đáo như: Xôi nếp nương, Ốc núi, Canh Nậm Pịa, Cơm Lam, Cá suối chiên, Nhộng ong rừng, Rau cải mèo, Măng rừng, Rau tầm bóp, Rượu Mai Hạ, Rượu Cần.

### Địa điểm du lịch
Mai Châu là một vùng đất du lịch nổi tiếng của Hòa Bình với nhiều cảnh đẹp tự nhiên. Trong đó phải kể đến nhiều điểm du lịch nổi bật của thung lũng này như: Bản Lác, hang Chiều, hang Mỏ Luông, Ba Khan, thác Gò Lào, hang Kia - Pà Cò.
Điểm du lịch Mai Châu nổi tiếng nhất là bản Lác - ngôi làng cổ của người dân tộc Thái có tuổi đời hơn 700 năm tuổi, nơi đây có kiến trúc nhà sàn độc đáo.

### Dịch vụ du lịch
Tại Mai Châu có nhiều dịch vụ du lịch nghỉ dưỡng như:
- Dịch vụ lưu trú: Resort, Homestay.

- Dịch vụ trải nghiệm: Săn mây Hang Kia, chợ phiên Pà Cò, chèo thuyền kayak,...

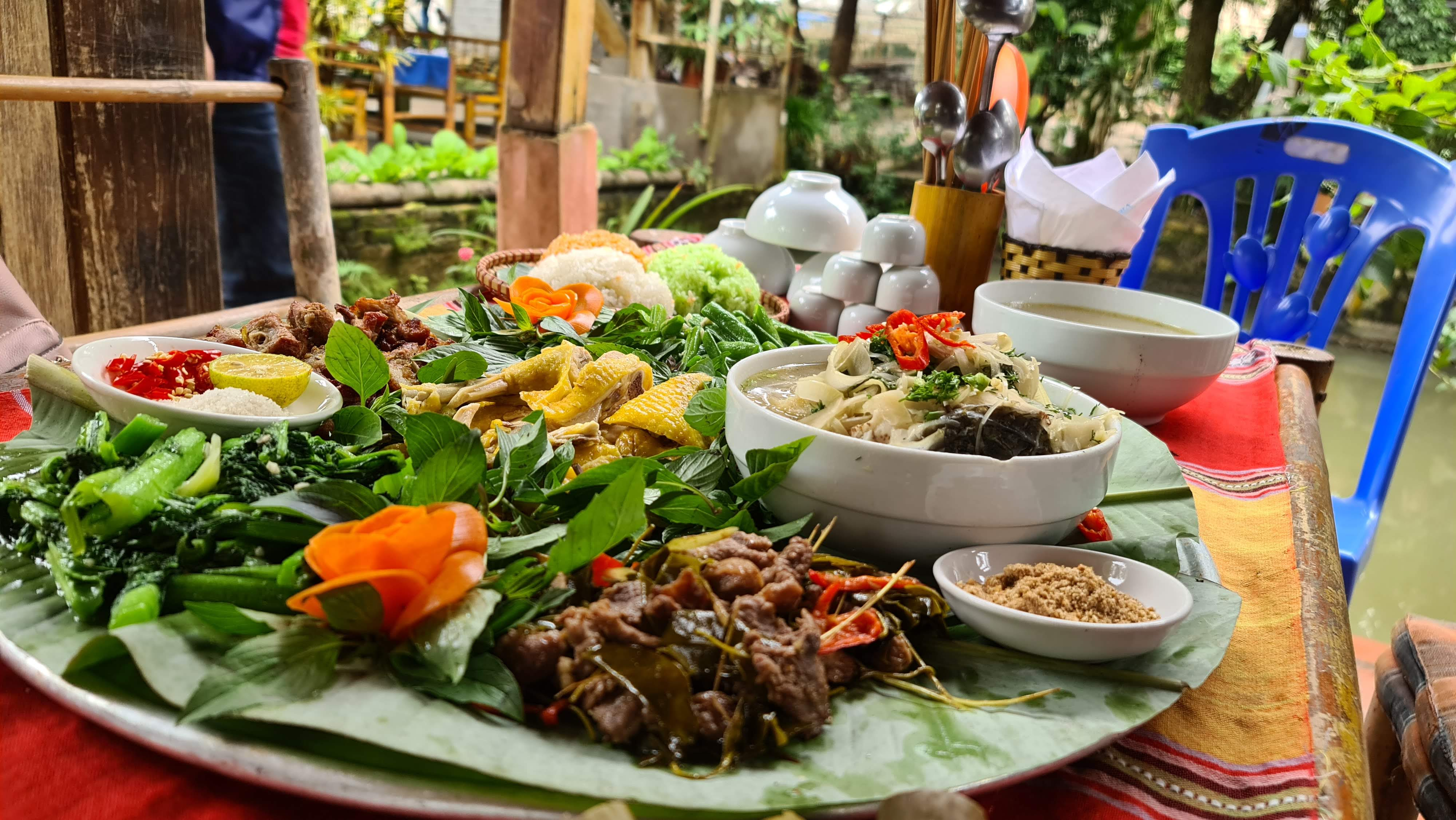
Ẩm thực Mai Châu